# Madachhof
Der Madachhof ist heute ein Weiler der Gemeinde Mühlingen im baden-württembergischen Landkreis Konstanz in Deutschland.

## Geographie

### Geographische Lage
Der Hof liegt auf der Europäischen Wasserscheide, im Nordosten des Hegaus, am Übergang zum Linzgau, etwa zweieinhalb Kilometer nordöstlich der Mühlinger Ortsmitte und auf einer Höhe von bis zu 675,5 m ü. NHN. Früher, im ausgehenden Mittelalter, wurde diese Landschaft nördlich von Stockach als das „Madach“ bezeichnet.
Im Südwesten des Madachhofs liegt der Mühlinger Ortsteil Mainwangen, im Norden der Sauldorfer Ortsteil Boll, im Osten der Rautwald und im Süden der Mühlinger Ortsteil Schwackenreute.

### Geologie
Im Wesentlichen liegt der Madachhof im Bereich der Überlinger Gletscherzunge des Rheingletschers; regionalgeologisch bedeutet das: am Nordrand der Äußeren Jungmoräne bzw. des voralpinen Molassebeckens.

## Geschichte

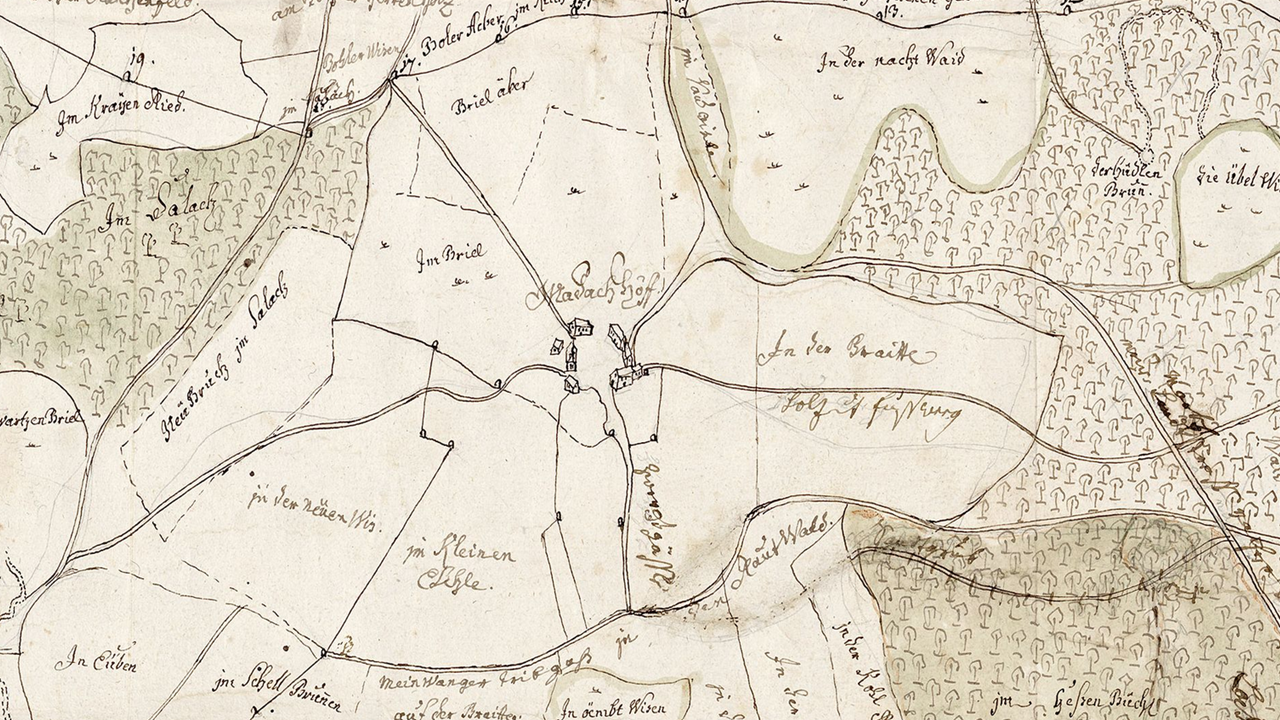
Der Madachhof in einer Karte von 1765

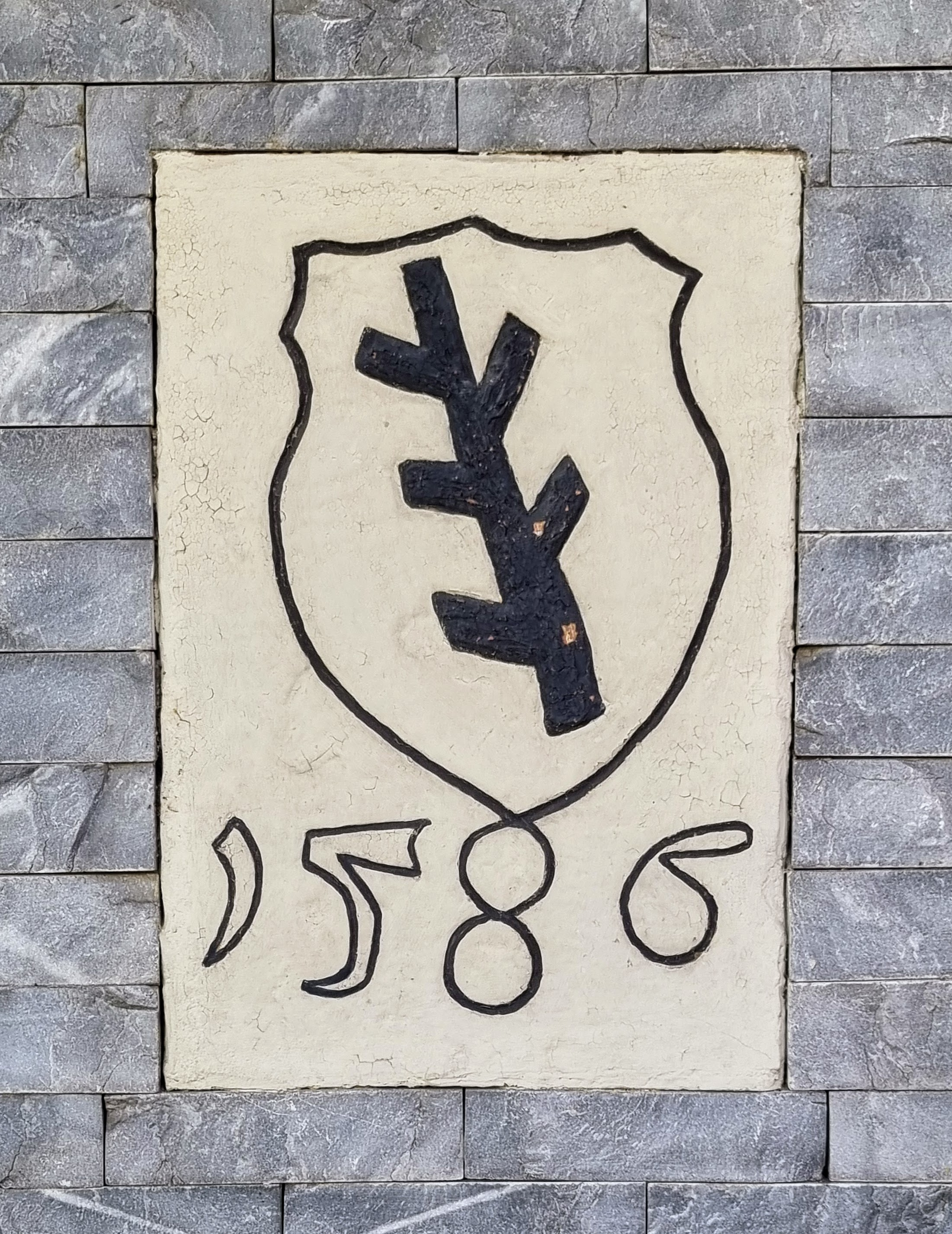
Der Wappenstein im Stockacher Haus Hauptstraße 10 markiert den früher südlichsten Punkt des Madach an der Grenze zum Hegau.

Der Madachhof wurde 1146 erstmals erwähnt: Das 1137/38 gestiftete Zisterzienserkloster Salem betrieb hier eine Grangie, ein von Laienbrüdern betriebener Hof, von dem weitere Höfe und die umliegenden Besitzungen bewirtschaftet wurden. Damals bestätigte Papst Eugen III. dem Kloster seinen Besitz, darunter auch ein Stück Land im Wald Madach.
Zwischen 1165 und 1173 fand zwischen dem Madachhof und der zur Pfarrei Urach gehörenden Kirche zu Schollach ein Zehnttausch statt.
Durch Vergabungen des Konstanzer Bischofs Diethelm von Krenkingen im Jahr 1191 und des Meßkircher Bürgers Hanns Bernold im Jahr 1352 wurde der Madachhof vergrößert. 1490 und 1515 wurden zwischen Mainwangen und dem Madachhof zwei Verträge geschlossen, die Salem das Recht, die Strafe der Pfändung sowie die Niedergerichtsbarkeit zusprachen.
Der Madachhof hatte 1575 „ein Kirchlein mit drei Altären, eine Behausung mit 2 Stuben und etliche Kammern, 3 abgesonderte Scheuern, eine Pferdestallung. Ein Backhaus mit Ofen und Backstube. Eine Ziegelhütte. Item ein 2. Gehäus über einem Brunnen, Schweinestall, Gans- und Hühnerhaus, auch ein Häuslein zum Waschen“.
1589 gehörten 351 Jauchert (= 102 Hektar) Wiesen und 195,75 Jauchert (= 57 Hektar) Äcker zum Hof, auf ihnen wurden 121 Stiere, Kühe und Kälber, 48 Schweine, 25 Schafe sowie 14 Pferde und Fohlen gehalten.
In der zweiten Hälfte des 18. Jahrhunderts rollte auch der Postwagen durch den Madachhof, im Volksmund auch Mattickhof genannt.
Mit dem gesamten Salemer Besitz gelangte der Madachhof 1802 an das Haus Baden, in den Privatbesitz der beiden Prinzen Friedrich (1756–1817) und Ludwig (1763–1830).
1826 kam der Hof an die Herrschaft Langenstein und damit 1872 an die Grafen Douglas zu Langenstein.
1972 wurde die Hofgemarkung Madachhof der Gemarkung Mainwangen zugeschlagen.
Am 1. Januar 1974 wurde die Gemeinde Mühlingen durch Vereinigung der Gemeinden Mühlingen, Mainwangen mit dem Madachhof und Gallmannsweil neu gebildet. Die heutige Gemeinde entstand am 1. Januar 1975 durch Vereinigung dieser Gemeinde mit Schwackenreute und Zoznegg.
Axel Graf Douglas (* 1943), das damalige Familienoberhaupt des deutschen Zweigs, verkaufte den Hof 1987 an die Familie Geiselhart.
Heute bewirtschaftet die Familie Stäbler den Hof und widmet sich vornehmlich der Eierproduktion sowie der Saatzucht.

### Pächter/Besitzer des Madachhofs
- 1575: Caspar Stocker, Hofmeister zu Madach
- 1589: Conrad Fürst aus Mainwangen, Hofmeister auf dem Madachhof

1597 wurde 25 Mägde und Knechte auf dem Hof gehalten.
- 30. März 1599: Caspar Heinis vom Stohren, Maier auf Madach
- 30. August 1599 bis 21. Dezember 1604: Thomas Biller

21. Dezember 1604: Teilung des Hofgutes in zwei Höfe
- 1604–1607: Jacob Auer aus Grasbeuren und Michael Schafheytlin aus Gerlisshaus, genannt „Schellenberg“, in der Grafschaft Walden
- bis 1699: Karl Haas
- bis 1713: Josef Haas († 1713)
- 1713–1719: Sebastian und Ottmar Haas; ebenso Georg Polder und Katharina (geb. Buck), später Polders Witwe
- noch 1737: Ottmar Haas; ebenso Georg Boldts Witwe

Ab 1743 Eigenbewirtschaftung
- 1840–1852: Franz und Sidon Möll
- 1852–1864: Sidon und Arsen Möll
- 1865: Heinrich Weber aus Heidelberg († 11. September 1865)

458 Morgen (127 Hektar)
- 1866–1868: Georg Wahl aus Mosbach und Franz Zollikofer aus Mannheim

Zu der Zeit standen 80 Ochsen, 26 Kühe, 8 Rinder und 5 Kälber sowie 9 Pferde und 4 Fohlen in den Ställen.
Pachtauflösung und Versteigerung
- 2. Juli 1868–1883: Anton Kreiser (Rücktritt 1878) und Georg Gaus († 1878), beide aus Empfingen
- 1878–1882: Witwe Franziska Gaus, geb. Lohmüller
- 11. August 1882–1897: Mutter Franziska Gaus († 12. Juni 1897) und ab 17. Mai 1884 Sohn Albert Gaus
- 1898–1905: Eigenbewirtschaftung
  - 1. Februar 1899–1911: Verwalter Oskar Lock aus Heilbronn
- ab 18. März 1905: Graf Robert Douglas
- 1911–1918: Oskar Lock

146 Hektar Feld und 2,5 Hektar Hoffläche
- 1918–1933: Gutswirtschaft Konstanz
- 1932–1970: Paul Steidle (* 1903; † 1974) aus Grasbeuren; ⚭  Klara Reiter (* 1918; † 2000) aus Boll

130 Hektar, bis zu 708 Stück Milchvieh Rinder und über 300 Schweine in den Ställen; Ende der 1940er Jahre Einstieg in die Eierproduktion, ab 1952 Brennrecht
- 1970–1984: Klaus Steidle
- 1987: Verkauf an Richard und Sofie Geiselhart
- Seit Oktober 2004: Familie Stäbler

## Sehenswürdigkeiten

### Kapelle St. Otmar

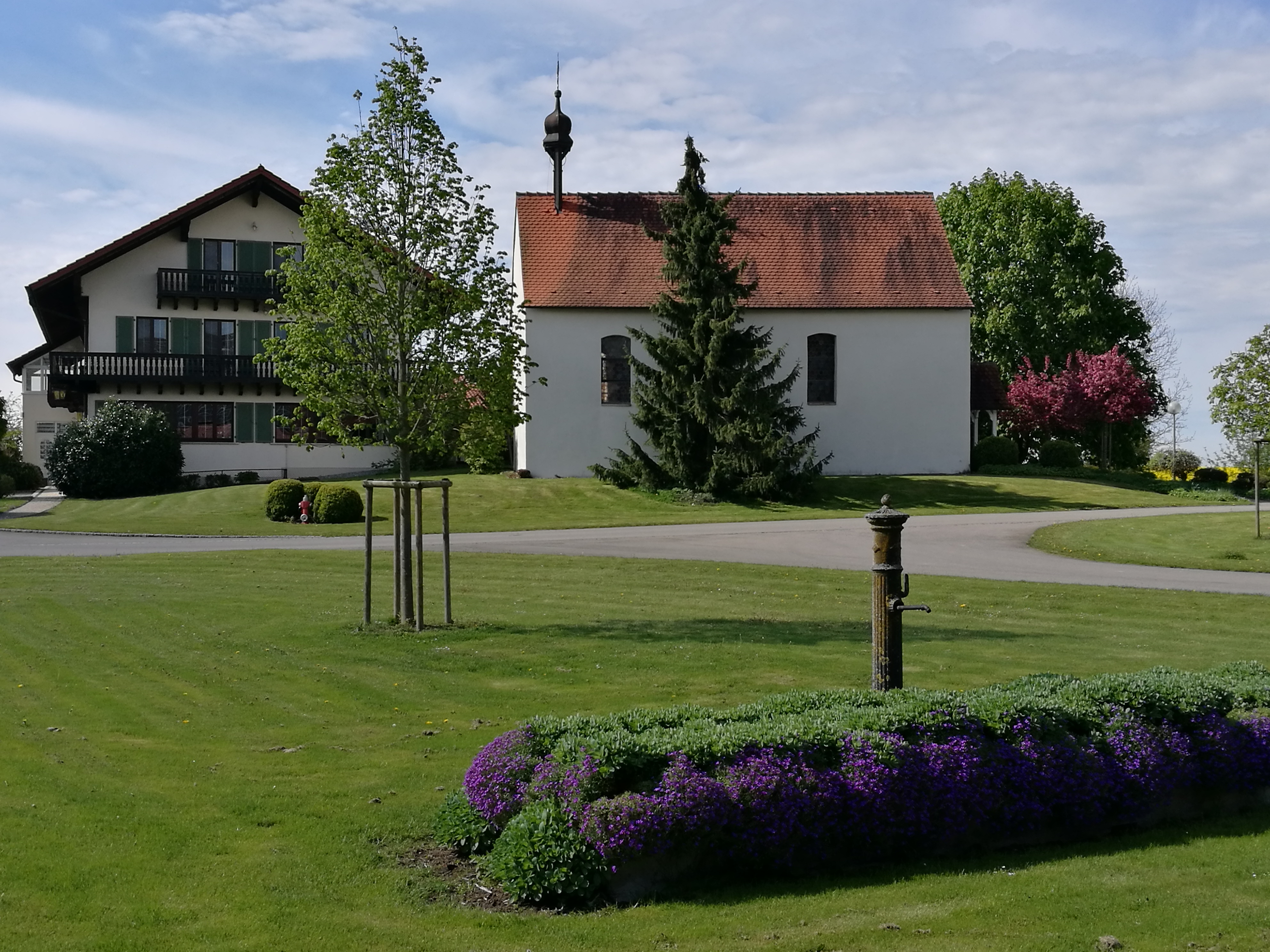
Wohnhaus und Kapelle St. Otmar

Die 1718 erbaute Kapelle steht an derselben Stelle, wo laut Akten des Klosters Salem schon im 12. Jahrhundert eine Kapelle stand. Sie gilt als alter Wallfahrtsort: Die Gläubigen kamen, um am Altar die Windeln ihrer kranken Kinder abzulegen und um Heilung zu bitten.
Das Altarbild des aus der zweiten Hälfte des 18. Jahrhunderts stammenden Hochaltars zeigt eine Madonna, die eine Kopie nach Murillo ist. Am rechten Seitenaltar befindet sich eine Figur des Heiligen Otmars (um 1720), links eine Figur der Schmerzensmutter (um 1510).

### Flurkreuze
Mehrere Flurkreuze an exponierten Stellen um den Madachhof werden heute von der Denkmalpflege zu den Kleindenkmalen gezählt und stehen zum Teil unter Denkmalschutz.